# Тригелл, Джонатан
Джо́натан Три́гелл (англ. Jonathan Trigell, род. 1974) — британский писатель. Его первый роман («Мальчик А», 2004) завоевал после выхода две литературные премии, а 2008 году — приз Всемирного дня книги.

## Биография
Джонатан писа́ть начал рано, уже в школьные годы завоевав приз за лучший рассказ. В 2002 году закончил Манчестерский университет со степенью магистра искусств в области creative writing. Жил в Манчестере и Сейнт-Олбане, а бо́льшую часть зим Джонатан проводил в Альпах, подрабатывая на горнолыжных курортах.
В настоящее время (2008) живёт в Шамони́ (Chamonix), Франция, у подножия Монблана.

## Литературная карьера
В настоящее время работает над третьим романом (предварительное название Genesis).

### Русский перевод
- Тригелл Дж. Мальчик А: пер. с англ. / серия «Альтернатива». — М.: АСТ; Адаптек, 2006. — 320 с. — ISBN 5-17-037768-1, ISBN 5-93827-064-2.

## Фильмография
1. 2007 — «Мальчик А» / Boy A (реж. Джон Кроули, сценарист Марк О'Роуи).

## Цитаты
Happiness is wanting everything you have, as opposed to having everything you want.
 (Счастье — это когда желаешь всё, что имеешь, а не наоборот!)